# Kraja
Kraja è una frazione della città tedesca di Bleicherode.

## Storia
Il 1º gennaio 2019 il comune di Kraja venne soppresso e aggregato alla città di Bleicherode.